# Gerhard Zierl
Gerhard Zierl (* 1949) ist ein deutscher Jurist und früherer Präsident des Amtsgerichts München.

## Leben
Zierl besuchte das Ludwigsgymnasium in München und studierte Jura. Nach Abschluss des zweiten Staatsexamens begann er seine Karriere 1976 bei der Staatsanwaltschaft München I. Im Dezember 1979 wechselte er an das Amtsgericht München. Im Sommer 1984 wurde er Geschäftsführer und später Direktor der Deutschen Richterakademie in Trier. Im Juni 1988 wechselte er an das Bayerische Justizministerium, wo er ab dem Jahr 1991 als Pressesprecher tätig war. Das Amt hatte er mit Ausnahme einer knapp einjährigen Unterbrechung, während der er als Vorsitzender Richter am Landgericht München I tätig war, bis zum Jahr 2002 inne. 2002 bis 2014 war er Präsident des Amtsgerichts München, dem größten Amtsgericht Deutschlands. Er trat danach in den Ruhestand.
Gerhard Zierl ist seit der 28. Auflage im Jahre 1995 Herausgeber des Staatsbürger-Taschenbuchs.
Im Juli 2023 wurde ihm von Bundespräsident Frank-Walter Steinmeier das Verdienstkreuz am Bande des Verdienstordens der Bundesrepublik Deutschland verliehen.